# Мартін Гарлінгхаузен
Мартін Гарлінгхаузен (нім. Martin Harlinghausen; нар. 17 січня 1902, Реда, Вестфалія — пом. 22 березня 1986, Гютерсло, Північний Рейн-Вестфалія) — німецький воєначальник, генерал-лейтенант Люфтваффе (1944) в роки Другої світової війни. Кавалер Лицарського хреста Залізного хреста з дубовим листям (1941). Після створення Бундесверу — продовжив службу в лавах Повітряних сил Західної Німеччини генерал-лейтенантом Люфтваффе.

## Біографія
Військова кар'єра
- 1 квітня 1923 — кадет
- 1 жовтня 1927 — лейтенант-цур-зее
- 1 липня 1929 — оберлейтенант-цур-зее
- 1 липня 1934 — гауптман
- 1 серпня 1938 — майор
- 30 січня 1941 — оберстлейтенант
- 1 липня 1942 — оберст
- 1 грудня 1942 — генерал-майор
- 1 грудня 1944 — генерал-лейтенант

- 1 серпня 1957 — генерал-майор Бундесвера
- 1 жовтня 1957 — генерал-лейтенант Бундесвера

### Початок військової служби
Мартін Гарлінгхаузен народився 17 січня 1902 року у родині заможного виробника у передмісті Реда-Віденбрюк Реді, у прусській провінції Вестфалія за 40 км на північний захід від Ессена. По закінченню гімназії вступив на юридичний факультет Геттінгенського університету. Однак 1 квітня 1923 року, провчившись лише один семестр, Гарлінгхаузен поступив кадетом на військову службу до військово-морського флоту Веймарської республіки.
1 жовтня 1927 року після чотирьох років навчання у військовому навчальному закладі, М. Гарлінгхаузену було присвоєне перше офіцерське звання — лейтенант-цур-зее і він став командиром катера у складі 1-ї флотилії торпедних катерів (нім. I.Schnellbootsnottille).
1929 року Гарлінгхаузен підвищений у званні до оберлейтенанта флоту. За три з половиною року служби в 1-ій флотилії він став висококваліфікованим командиром торпедного катера.
У 1931 році Мартін Гарлінгхаузен добровольцем пішов до спеціальної групи офіцерів флоту, які, починаючи від 1926 року, таємно проходили льотну підготовку у Варнемюнде. Командування флоту щорічно направляло на курси «Німецької школи повітряних сполучень» по 6 — 10 чоловіків. 1 жовтня 1933 року молодий офіцер був включений до складу Люфтваффе, що потай формувались, і призначений командиром 1-ї морської ескадрильї (нім. I.Seestaffel).
1 жовтня 1934 року Гарлінгхаузену було присвоєно звання гауптмана і він став начальником групи у рейхсміністерстві авіації, де займався питаннями навчання та підготовки пілотів для майбутніх Люфтваффе. Одночасно він проходив навчання в авіаційній військовій академії в берлінському передмісті Гатов.

### Громадянська війна в Іспанії
У жовтні 1937 року гауптман Гарлінгхаузен став командиром бомбардувально-торпедної ескадрильї 3./KGr.506 у Дівенову. Однак вже у грудні його направили до Іспанії на заміну гауптмана Ганса Хефеле на посаді командира морської розвідувально-штурмової ескадрильї AS/88 (нім. Aufklärungsgruppe See 88) зі складу Легіону «Кондор». Ескадрилья мала на озброєнні 12 гідролітаків-розвідників Не-59B та пару одномоторних He 60E і базувалася на Пол'єнса на острові Майорка. Пілоти AS/88 здійснювали повітряні нальоти на порти Валенсії, Кастельйону, Таррагони і Барселони. Вночі вони бомбардували залізницю на східному іспанському узбережжі, що знаходилася тоді під контролем республіканців.
Наприкінці 1937 року AS/88 отримала невелику кількість сучасних авіаційних торпед. 21 червня 1938 року, вже під час одного з перших бойових вильотів з торпедою, Гарлінгхаузен потопив республіканський пароплав «Торпенес» (4798 тонн), і з того часу став стійким прихильником масового застосування морською авіацією торпед.

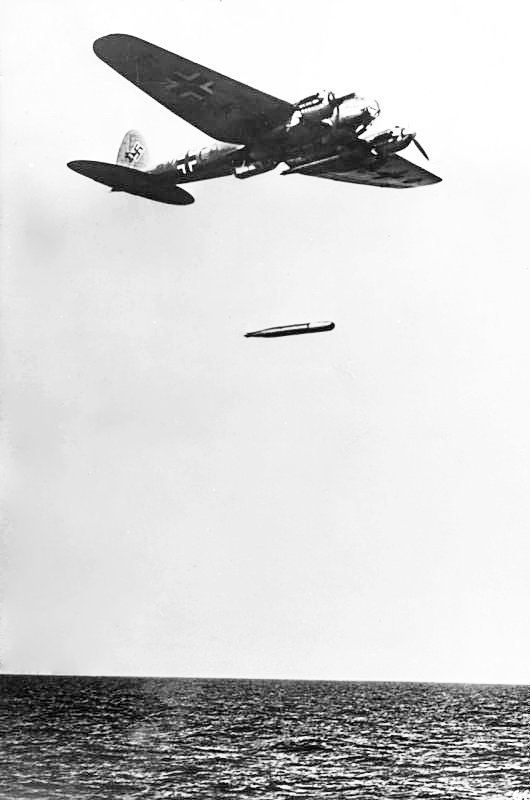
Скидання авіаційної торпеди з літака He 111. Жовтень 1941

Вперше в Іспанії Гарлінгхаузен проявив себе як спеціаліст з організації протикорабельних дій авіації. У серпні 1938 року йому було присвоєно звання майора, а 31 грудня 1938 року він повернувся до Німеччини, де з 1 січня нового 1939 року продовжував навчання на курсах підвищення кваліфікації у берлінській авіаційній академії Гатов.
Від 1 квітня 1939 року і до початку Другої світової війни він служив в оперативній частині штабу 2-го повітряного флоту в Брауншвейзі.
6 червня 1939 року за бойові заслуги в боях в Іспанії був нагороджений Золотим Іспанським хрестом з мечами та діамантами.

### Друга світова

#### Перші бої
2 жовтня 1939 року в Гамбурзі на базі 10-ї авіадивізії, де М.Гарлінгхаузен був начальником штабу, розпочав формування X повітряний корпус, який спеціально створювався для боротьби з кораблями противника. Командиром авіаційного корпусу став генерал-лейтенант Ганс Гайслер — той самий корветтен-капітан, який на початку 30-х років керував авіаційними курсами або як їх офіційно іменували «дослідницьким радіокомандуванням» у Варнемюнде. Гайслер добре знав Гарлінгхаузена і цінував його як фахівця з організації дій авіації над морем. Тому 1 листопада 1939 року Гарлінгхаузен на пропозицію Гайслера був призначений начальником штабу 10-го авіакорпусу.

Пізніше Гарлінгхаузен писав про той час: 
«Питання організації взаємодії між авіацією й флотом мало нескінченне число непорозумінь, головними чинниками яких були принципово різні погляди на цю проблему. Це не було суто німецьким феноменом, а мабуть стало наслідком проблем, що виникли ще при формуванні керівництва Люфтваффе. Для того щоб подолати ці негаразди, був потрібний практичний досвід, і перш за все час, а його якраз у нас не було. Протягом шести років гарячкового створення структури Люфтваффе ми повинні були вирішити всі питання взаємодій з флотом, проте до початку війни вони так і не були вирішені. Тому флот змушений був наполягати на підтримці своїх дій спеціальними частинами Люфтваффе. Як наслідок восени 1939 року був сформований 10-й авіакорпус».
10-й повітряний корпус, якому були підпорядковані бомбардувальні ескадри KG 26 і KG 27, повинен був атакувати англійські кораблі як в Північному морі, так і на базах. На той час ще діяла вказівка вищого керівництва Рейху на заборону бомбардування будь-яких цілей на території Англії. Тому для атак з повітря англійських кораблів, що стояли на якорі у своїх базах, залишалося використовувати тільки торпеди. Майор Гарлінгхаузен, який ще в Іспанії успішно застосовував авіаційні торпеди, був певен, що за наявності досить великого числа торпедоносців можна було домогтися майже повної морської блокади Англії. Однак реалізувати цю ідею на практиці виявилося неможливо, тому що в листопаді 1939 року в розпорядженні Люфтваффе було лише 200 авіаційних торпед, і тільки в 1940 році за особистим наказом Гітлера їхнє виробництво було збільшено.
Гарлінгхаузен вважав, що той, хто командує авіаційними з'єднаннями, повинен сам літати, щоб не втрачати зв'язок з бойовими підрозділами та досвід застосування бойових літаків. Тому їм було сформовано командна ланка 10-го авіакорпусу, основним завданням якої було на практиці демонструвати пілотам корпусу тактику атак ворожих кораблів.
Метод, випробуваний Гарлінгхаузеном ще в Іспанії та потім названий «Steckrubenverfahren» («спосіб протикання брукви»), полягав в наступному. He 111 на висоті не більше 50 метрів на великій швидкості наближався до атакованого кораблю збоку. Коли до цілі лишалося 240—250 метрів, пілот скидав бомби зі встановленою затримкою детонатора на 5-8 секунд. Вони влучали в корабель в той момент, коли літак пролітав над ним на рівні верхівок щогл.
За успішні бойові вильоти 31 січня 1940 року він був відзначений Залізним хрестом II ступеня, а вже 3 лютого — I ступеня.

#### Норвезька кампанія
У квітні 1940 року, з початком Норвезької кампанії вермахту, Гарлінгхаузен, використовуючи свою тактику, топив біля узбережжя Норвегії одне за одним судна. У більшості випадків разом з ним в ролі пілота літав обер-лейтенант Роберт Ковалевські. Одного разу пілот атакував ворожий транспорт «Сіріус» та його літак пролетів так низько, що зрізав і зачепив з собою верхню частину флагштока, укріпленого на щоглі судна. Ковалевські і після війни зберігав його як один з найбільш примітних і рідкісних сувенірів Другої світової війни.
14 квітня 1940 року Гарлінгхаузен був призначений командиром спеціально створеного авіаційного командування «Тронгейм» (нім. Fliegerfuhrer Trontheim). У його завдання входило забезпечити дії авіації проти британських військ спочатку в районі Намсуса, а потім і в районі Нарвіка.
Незабаром на рахунку Гарлінгхаузена було вже 20 потоплених кораблів та суден загальним тоннажем понад 100 тис. брт, і 4 травня 1940 року він одним з перших у бомбардувальній авіації був нагороджений Лицарським хрестом Залізного хреста.

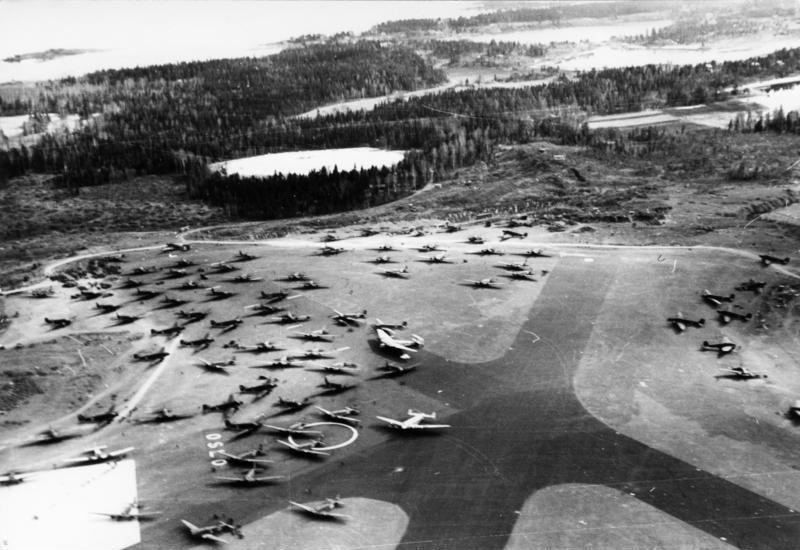
Німецькі літаки G.38, Ju 52, Ju 90, W 34 та He 111 на норвезькому аеродромі Форнебю. 1940

21 травня 1940 року майор Гарлінгхаузен знову приступив до своїх обов'язків начальника штабу 10-го авіакорпусу, які, поки він був відсутній, тимчасово виконував генерал-лейтенант Ульріх Кесслер.
30 січня 1941 року Гарлінгхаузен став першим у бомбардувальній авіації пілотом удостоєним дубового листя до Лицарського хреста (Nr.8) з одночасним присвоєнням звання оберст-лейтенант. На його рахунку було 26 потоплених кораблів і суден загальним тоннажем 127 тис. брт. Незабаром його відрядили в Північну Африку для організації дій частин Люфтваффе на цьому театрі війни.
Гарлінгхаузен, принципово дотримуючись правила «командир повинен літати зі своїми підлеглими», продовжував особисто брати участь у бойових вильотах. На початку листопада 1941 року в ході одного з нічних вильотів He 111, на якому він летів, атакував в Ірландському морі великий транспорт. Як виявилося, корабель був озброєний 20-мм зенітними автоматами. «Хейнкель», що летів на невеликій висоті, отримав безліч влучень, хвостове оперення було буквально зрешечене снарядами. Тільки завдяки льотній майстерності пілота обер-фельдфебеля Духи (Ducha) літак не впав у воду. На висоті всього 300 метрів над водою He 111 летів уздовж узбережжя Уельсу і Корнуолла, намагаючись «дотягнути» до французького узбережжя. При спробі оберфельдфебеля Духа посадити «Хейнкель» на воду біля узбережжя Бретані в районі Вана, вимушена посадка завершилася катастрофою. Удар був настільки сильним, що лопнули прив'язні ремені. Французькі рибалки врятували екіпаж, який опинився у крижаній воді. Гарлінгхаузен отримав важкий струс мозку і потім три місяці провів у госпіталі.
6 січня 1942 року оберст-лейтенант Гарлінгхаузен був назначений командиром KG26 замість оберста А. Голле. В той час I./KG26 на чолі з майором Германом Бушем базувалася в Норвегії в Тронгеймі, II./KG26 під командуванням майора Бейлінг — на аеродромі Каламаки в Греції, III./KG26 майора Беме перебувала у Франції, a IV./KG26 гауптмана Фрідріха Гехрінга — на аеродромі Любек-Бланкензее в Німеччині.
У грудні 1941 року японці під час нападу на Перл-Гарбор з величезним успіхом застосували авіаційні торпеди. На Середземному морі італійська авіація так само успішно використовувала їх. Все це змусило вище командування Люфтваффе змінити свою точку зору на використання авіаційних торпед. У лютому 1942 року Гарлінгхаузен був викликаний до Берліна і призначений «уповноваженим з авіаційного торпедного озброєння».

#### Середземномор'я
Навесні 1942 року у Гроссето на східному узбережжі Італії Гарлінгхаузеном була створена навчальна торпедно-бомбардувальна ескадра (нім. Kampftorpedoschulgeschwader). Гарлінгхаузен планував сформувати дві повноцінні ескадри торпедоносців, але фактично йому вдалося підготувати тільки екіпажі KG26. Першими в Гроссето пройшли тренування екіпажі I./KG26, і вже 29 березня 1942 року вони здійснили перший бойовий виліт проти конвою PQ 13. Потім у квітні була підготовлена II./KG26, а на початку літа і III./KG26.
1 липня 1942 року Гарлінгхаузену було присвоєно звання оберста.
9 листопада 1942 року оберст Гарлінгхаузен отримав нове призначення. Він став командувачем силами Люфтваффе в Тунісі (нім. Fliegerfuhrer Tunis), а замість нього командиром KG26 у грудні став оберст Карл Штокманн, який до цього був начальником авіаційної школи в Гроссето. 1 грудня 1942 року Гарлінгхаузену присвоєне звання генерал-майора.
23 лютого 1943 року він був призначений командиром II авіакорпусу, штаб якого знаходився на Сицилії, головним завданням корпусу була боротьба з кораблями та суднами союзників у Середземному морі, а також підтримка ведення бойових дій в Тунісі. Через свої суперечки з вищим керівництвом Люфтваффе та небажанням безглуздо виконувати завдання за умови колосальній перевазі англо-американської авіації на Середземному морі виник гострий конфлікт між командиром корпусу та командуванням Люфтваффе в Берліні. Наслідком стало те, що 12 червня 1943 року він був знятий з посади командира 2-го авіакорпусу й відправлений до резерву.
Близько року генерал-майор Гарлінгхаузен перебував у резерві. Тільки у вересні 1944 року він був призначений командувачем округом Люфтваффе у Вісбадені. У грудні 1944 року йому було присвоєно звання генерал-лейтенанта.
28 квітня 1945 року генерал-лейтенант М.Гарлінгхаузен очолив авіаційне командування «Захід», змінивши на посаді генерала Йозефа Шмида. За декілька днів війна закінчилась, а Гарлінгхаузен потрапив у полон до союзників, звідкіля був звільнений у вересні 1947 року.

### Бундесвер
У серпні 1957 року генерал-лейтенант Гарлінгхаузен вступив до Бундеслюфтваффе. З 1 жовтня 1957 по 31 грудня 1961 року він був командувачем групи «Північ», штаб якої знаходився в Мюнстері. Досвідчений генерал авіації був змушений піти у відставку через тиск з боку політичного та військового керівництва Західної Німеччини, коли він зажадав проведення належного розслідування за результатами вересневого інциденту з винищувачами F-84 «Тандерстрайк». Через цей інцидент командир 32-ї винищувально-бомбардувальної ескадри Люфтваффе оберстлейтенант Зігфрід Барт був безпричинно знятий з посади.
Мартін Гарлінгхаузен вийшов у відставку і оселився в місті Гютерсло в 50 км на схід від Мюнстера.